# أسامة الصحراوي
أسامة الصحراوي (مواليد 11 يونيو 2001، أوسلو) لاعب كرة قدم مغربي، يشغل مركز جناح أيسر مع نادي ليل الفرنسي والمنتخب المغربي.

## نبذة شخصية
ولد أسامة في 11 يونيو 2001، بأوسلو، لأبويين مغربيين من مدينة بني بوعياش شمال المغرب، هاجرا إلى دولة النرويج.

## مسيرته

### مع الأندية
وُلِد أسامة صحراوي في أوسلو بالنرويج، وتلقى تكوينه في نادي فوليرينغا. في مايو 2019، وقع عقده الاحترافي الأول. ظهر لأول مرة مع الفريق الأول في 21 يونيو 2020، ضد نادي ستابك، في الجولة الثانية من الدوري النرويجي الممتاز 2020، وانتهت بالتعادل (2-2). سجل هدفه الأول في مباراة في الدوري ضد نادي سترومسغودست في 26 يوليو 2020. سجّل هدفه بعد تمريرة حاسمة من كريستيان بورشجريفينك وفاز فريقه بهدفين لصفر.

### مع المنتخب
أسامة الصحراوي من أصل مغربي، التحق بمنتخب المغرب تحت 17 سنة في إطار معسكر تدريبي. مثّل الصحراوي النرويج في الفئات السنية. سبق أن تم استدعاؤه مع منتخب النرويج تحت 21 عامًا في سبتمبر 2020.

## روابط خارجية
- أسامة الصحراوي على موقع اتحاد النرويج (النرويجية)
- أسامة الصحراوي على موقع قاعدة بيانات كرة القدم.إي يو (الإنجليزية)
- أسامة الصحراوي على موقع ليكيب (الفرنسية)
- أسامة الصحراوي على موقع ناشيونال فوتبول تيمز (الإنجليزية)
- أسامة الصحراوي على موقع Soccerway.com (الإنجليزية)